# Incasarcus argenteus
Incasarcus argenteus is een hooiwagen uit de familie Gonyleptidae.